# 31767 Jennimartin
31767 Jennimartin è un asteroide della fascia principale. Scoperto nel 1999, presenta un'orbita caratterizzata da un semiasse maggiore pari a 2,5367099 UA e da un'eccentricità di 0,1760925, inclinata di 5,91466° rispetto all'eclittica.